# Nikoleta Šurinová
Nikoleta Šurinová (* 22. března 2007) je slovenská bubenice, vítězka 7. řady soutěže Česko Slovensko má talent (2018).

## Život
V létě roku 2018 si Nikoleta Šurinová zahrála s hudební skupinou Rockin‘1000 ve Florencii, v Itálii. V roce 2019 se zúčastnila s Rockin'1000 na koncertech ve Frankfurtu, v Německu a v Miláně, v Itálii.[zdroj⁠?!] Nikoleta je firemní hráčkou značek Yamaha, Paiste, Pellwood a Roland.[zdroj⁠?!] V roce 2022 se Nikoleta zúčastnila celosvětové bubenické soutěže dívek a žen s názvem Hit Like A Girl, kde v kategorii 13-17 let získala 2. místo.[zdroj⁠?!] Na svůj YouTube kanál Nikoleta drummer nahrává různé covery na známé písničky.

## Účast v soutěži Česko Slovensko má talent
Nikoleta Šurinová se zúčastnila castingu v soutěži Česko Slovensko má talent a postoupila dále. Porotci Nikoletu ve Velkém třesku poslali do semifinále a postoupila do finále v Bratislavě, kde se dostala do Superfinále proti rapperovi Bokimu a vyhrála 50 000 Eur.